# Oscar (Oklahoma)
Oscar es una pequeña comunidad no incorporada rural en el sur del condado de Jefferson, Oklahoma, Estados Unidos de América, tres millas (4,82 km.) al norte del Río Rojo. Nombrado por Oscar W. Seay, ranchero, la oficina postal abrió el 23 de noviembre de 1892. El código postal es 73561.  El primer maestro de postas fue William Riley Butler, por nombramiento presidencial.